# Deutschland Tour 2004
| Endstand nach der 7. Etappe | Endstand nach der 7. Etappe | Endstand nach der 7. Etappe |
| --------------------------- | --------------------------- | --------------------------- |
| Sieger                      | Patrik Sinkewitz            | 28:17:12 h (38,736 km/h)    |
| Zweiter                     | Jens Voigt                  | + 0:18 min                  |
| Dritter                     | Jan Hruška                  | + 0:23 min                  |
| Vierter                     | Igor González de Galdeano   | + 0:28 min                  |
| Fünfter                     | Francisco Mancebo           | + 0:54 min                  |
| Sechster                    | Andreas Klöden              | + 0:57 min                  |
| Siebter                     | Jan Ullrich                 | + 0:59 min                  |
| Achter                      | José Iván Gutiérrez         | + 1:47 min                  |
| Neunter                     | Davide Rebellin             | + 2:12 min                  |
| Zehnter                     | Sergio Marinangeli          | + 2:18 min                  |
| Punktewertung               | Danilo Hondo                | 86 P.                       |
| Zweiter                     | Allan Davis                 | 74 P.                       |
| Dritter                     | Jens Voigt                  | 68 P.                       |
| Bergwertung                 | Patrik Sinkewitz            | 22 P.                       |
| Zweiter                     | Francisco Mancebo           | 18 P.                       |
| Dritter                     | Lubor Tesař                 | 15 P.                       |
| Teamwertung                 | T-Mobile Team               | 78:56:16 h                  |
| Zweiter                     | Illes Balears-Banesto       | + 0:06 min                  |
| Dritter                     | Team Gerolsteiner           | + 4:55 min                  |

Die 6. Deutschland Tour fand vom 31. Mai bis 6. Juni 2004 statt. Sie führte von Karlsruhe über 1.095,7 Kilometer nach Leipzig mit einer Zielankunft in St. Anton am Arlberg und einer Fahrt durch das tschechische Böhmen. Es gingen 158 Fahrer aus 16 Profiteams an den Start, von denen 108 das Ziel erreichten.
Aufgrund eines Sponsorenwechsels war das Trikot des Führenden nicht mehr weiß, sondern wie bereits 1939 wieder gelb. Zudem startete die Rundfahrt erstmals seit der Wiedereinführung mit einem Einzelzeitfahren über 23,7 Kilometer.

## Verlauf
Den Auftakt der Rundfahrt entschied Michael Rich vor Jan Ullrich und Uwe Peschel für sich. Unter den ersten zehn Fahrern befanden sich sieben Deutsche. Auch auf der zweiten Etappe, die Tom Boonen im Sprint gewann, behielt Rich das Gelbe Trikot. Auf dritten Etappe, die durch die Alpen führte und in St. Anton endete, übernahm Patrik Sinkewitz das Führungstrikot, nachdem er gemeinsam mit Francisco Mancebo die Zielgerade erreicht und im Sprint gesiegt hatte. Es folgten zwei Flachetappen, die Sébastien Hinault und Allan Davis gewinnen konnten. Mancebo gewann dann aber die Königsetappe durch das Erzgebirge nach Oberwiesenthal. Da Sinkewitz gemeinsam mit Mancebo ins Ziel kam, war seine Gesamtführung nicht gefährdet. Jens Voigt, der mit dem Duo ins Ziel kam, übernahm den zweiten Platz in der Gesamtwertung, während Ullrich vom Podium rutschte. Die Schlussetappe gewann wiederum Boonen.

## Etappen
| Etappen   | Tag     | Start – Ziel              | km         | Etappensieger     | Gesamterster     |
| --------- | ------- | ------------------------- | ---------- | ----------------- | ---------------- |
| 1. Etappe | 31. Mai | Karlsruhe                 | 23,7 (EZF) | Michael Rich      | Michael Rich     |
| 2. Etappe | 1. Juni | Bad Urach – Wangen        | 172,5      | Tom Boonen        | Michael Rich     |
| 3. Etappe | 2. Juni | Wangen – St. Anton (AUT)  | 166,6      | Patrik Sinkewitz  | Patrik Sinkewitz |
| 4. Etappe | 3. Juni | Bad Tölz – Landshut       | 181,4      | Sébastien Hinault | Patrik Sinkewitz |
| 5. Etappe | 4. Juni | Kelheim – Kulmbach        | 192,2      | Allan Davis       | Patrik Sinkewitz |
| 6. Etappe | 5. Juni | Kulmbach – Oberwiesenthal | 186        | Francisco Mancebo | Patrik Sinkewitz |
| 7. Etappe | 6. Juni | Chemnitz – Leipzig        | 173,3      | Tom Boonen        | Patrik Sinkewitz |